# Kyŏksul
Kyŏksul (Kyŏk ‚Stoßen, Stechen, Schlagen, Angreifen‘; Sul ‚Kunst, Technik, Kämpfen mit Überlegung‘, meist Gjogsul geschrieben, gelegentlich auch Gyoksul) ist eine Kampfkunst aus Nordkorea, die dort vor allem innerhalb der Koreanischen Volksarmee praktiziert wird. Sie war auch in Osteuropa in den Staaten des ehemaligen Warschauer Paktes verbreitet.

## Geschichte
Um Kyŏksul rankt sich die Legende, dass es 1926 von Kim Il-sung zum Kampf gegen die Japaner entwickelt wurde. Es soll sich aus Taekgyeon entwickelt haben.
Kyŏksul wurde weiterentwickelt zum Kampf gegen die muskulöseren, größeren Europäer im Koreakrieg 1950–1953. Weitere Entwicklungen sollen durch den Konflikt mit Südkorea vonstattengegangen sein, so eine aus Handtechniken bestehende Unterwassertechnik.

### Kyŏksul in der Nationalen Volksarmee

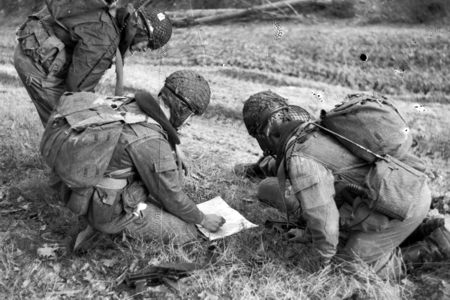
NVA-Fallschirmjäger

In die DDR gelangte Kyŏksul 1988, nachdem Generaloberst Horst Stechbarth nach Verhandlungen mit der nordkoreanischen Volksarmee einen dreiwöchigen Kurs in der DDR ermöglichte, bei dem Nahkampfausbilder der NVA in Kyŏksul ausgebildet wurden. Vorher war das System bereits erfolgreich in der Volksrepublik Polen eingeführt worden.
Die NVA-Ausbilder entwickelten damit den Militärischen Nahkampf der NVA weiter und führten das System als ganzes, vor allem in NVA-Fallschirmjägereinheiten, ein.